# Great Alpine Fault

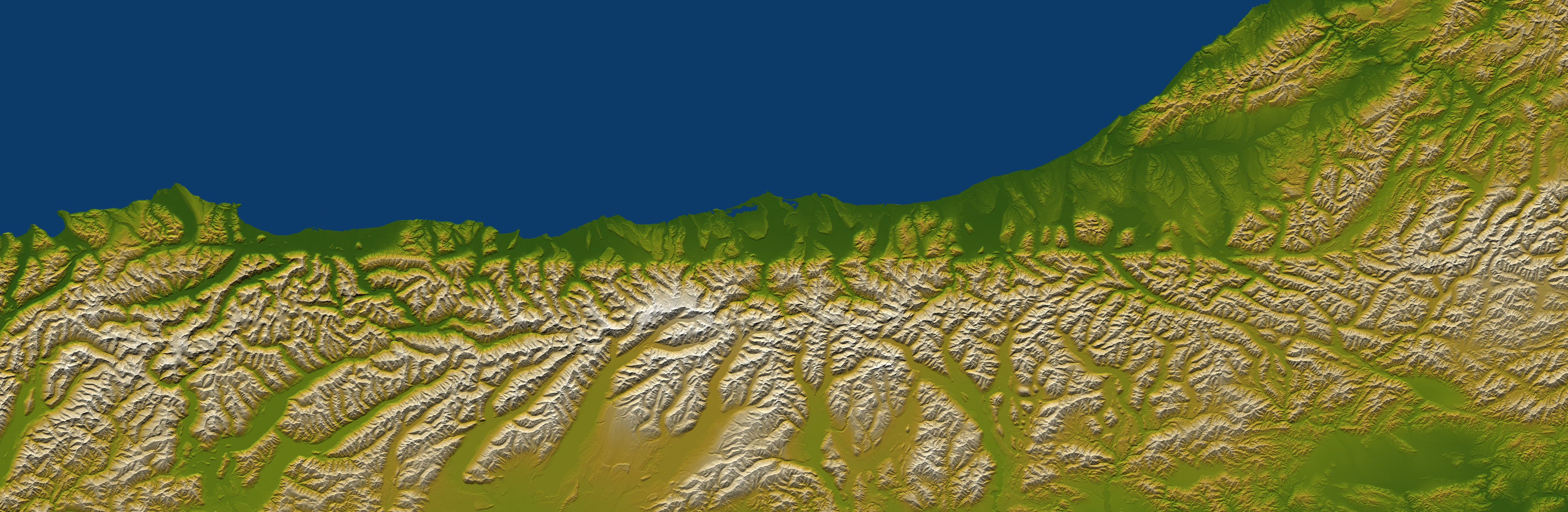
Hoogtekaart van het Zuidereiland (noord is rechtsboven) waarop de Alpine Fault als een kaarsrechte verspringing in het hoogteverloop te zien is. Het gebied op de kaart is 495 km lang.

De Great Alpine Fault of gewoon Alpine Fault is een grote geologische breukzone over bijna de totale lengte van het Nieuw-Zeelandse Zuidereiland. De Alpine Fault is een dextrale zijschuiving die de transforme plaatgrens vormt tussen de Pacifische Plaat en de Australische Plaat.
Hoewel de meeste beweging langs de breukzone zijwaarts is zorgt de grillige vorm en de interne sterkte van de aardkorst ervoor dat ook compressieve bewegingen voorkomen. Deze zijn verantwoordelijk voor de vorming van de Nieuw-Zeelandse Alpen van Nieuw-Zeeland. Een vergelijkbare situatie is te vinden in de Pyreneeën, die gevormd zijn langs de Noord-Pyrenese Breukzone (eveneens een zijschuiving).
De breukzone loopt van het zuidwestelijke uiteinde van het Zuidereiland langs de westkant van de Zuidelijke Alpen, om ten noorden van Arthur's Pass in drie parallelle breuken op te splitsen. Het horizontale verzet langs de breuk bedraagt zo'n 30 mm per jaar, wat wereldwijd gezien erg veel is.

## Aardbevingen langs de Alpine Fault
Zoals bij alle grote actieve breukzones komen langs de Alpine Fault regelmatig zware aardbevingen voor. De zwaarste historische aardbevingen zijn:
| jaar | plaats           | magnitude |
| ---- | ---------------- | --------- |
| 1848 | Marlborough      | 7,5       |
| 1888 | North Canterbury | 7,3       |
| 1929 | Arthur's Pass    | 7,1       |
| 1929 | Murchison        | 7,8       |
| 1968 | Inangahua        | 7,1       |
| 2003 | Fjordland        | 7,1       |

De laatste duizend jaar zijn er vier grote verschuivingen langs de Alpine Fault geweest waarbij aardbevingen werden veroorzaakt met magnitudes groter dan 8 op de schaal van Richter. Deze grote schokken vonden ongeveer plaats in de jaren 1100, 1450, 1620 en 1717. Telkens zit er tussen de 100 en 350 jaar tussen de grote bevingen. Geologisch onderzoek heeft uitgewezen dat tijdens de beving van 1717 verschuiving langs zo'n 400 km van het zuidelijke deel van de breukzone plaatsvond. Omdat dit de gebeurtenis van 1717 de laatste aardbeving van die omvang was wordt aangenomen dat een soortgelijke aardbeving elk moment weer kan plaatsvinden.
Dergelijke grote bevingen kunnen kleinere aardbevingen veroorzaken langs vertakkingen van de breukzone, zoals ten noorden van de Alpine Fault.